# Biển Caribe

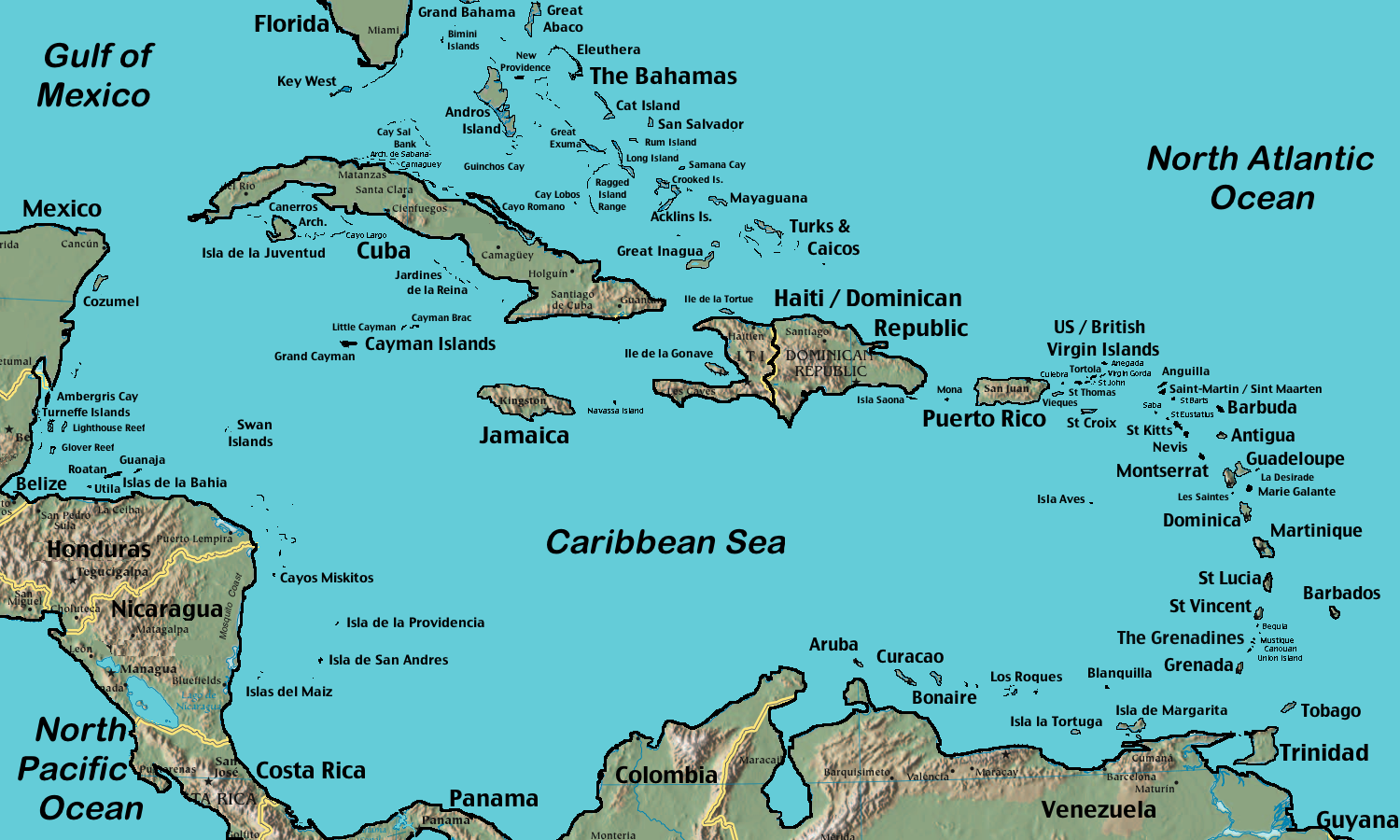
Vùng Biển Caribe

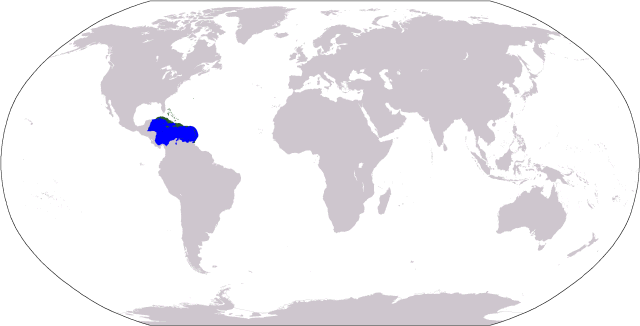
Bản đồ Vùng Caribe:
lam = Biển Caribe
lục = Antilles

Biển Caribe (Phiên âm: Ca-ri-bê) là một vùng biển nhiệt đới ở Tây Bán cầu thuộc Đại Tây Dương. Đây là một vùng biển bao bọc bởi một chuỗi hải đảo cùng hai lục địa, Bắc Mỹ và Nam Mỹ Bờ biển phía nam giáp Nam Mỹ, phía tây và tây-nam giáp México và Trung Mỹ. phía bắc và đông là chuỗi đảo Antilles, gồm Đại Antilles và Tiểu Antilles. Toàn khu vực quanh biển Caribe còn gọi là Vùng Caribe.
Biển Caribe là một trong những vùng biển lớn trên thế giới với diện tích 2.754.000 km².. Điểm sâu nhất là vực Cayman giữa Cuba và Jamaica ở 7.686 m dưới mặt biển. Biển Caribe có nhiều vũng nhỏ cùng vịnh lớn như Vũng Gonâve, Vũng Venezuela, Vũng Darien, Vịnh Mosquitos và Vịnh Honduras.

## Lịch sử
Địa danh "Caribe" xuất xứ từ tên gọi của bộ tộc thổ dân châu Mỹ Carib sinh sống ở vùng này khi người Âu châu tới thám hiểm vào thế kỷ XV. Trong chuyến hải hành đầu tiên năm 1492 để khám phá ra châu Mỹ, Cristoforo Colombo dưới bóng cờ của triều đình Tây Ban Nha đã đặt chân đến đảo Hispaniola trong nhóm Đại Antilles của vùng Caribe. Cũng vì đó địa danh "biển Antilles" một thời cũng được dùng.
Vào thế kỷ XVI các quốc gia Âu châu tranh nhau chiếm cứ khu vực này và khai thác thuộc địa. Các thương thuyền thường xuyên ghé đây mua bán, tạo nên cơ hội cho nạn hải tặc nhóm họp để đánh cướp.
Ngày nay 22 lãnh thổ hải đảo và 12 quốc gia đất liền chung nhau biển Caribe. Từ hậu bán thế kỷ XX trở đi, với địa thế và khí hậu nắng ấm, Vùng Caribe đã biến thành địa điểm ưa chuộng của nhiều du khách. Các chuyến tàu du hành (cruise ship) thường ghé đây nên kinh tế khu vực cũng đã phát triển với ngành du lịch làm trọng tâm.

## Địa học

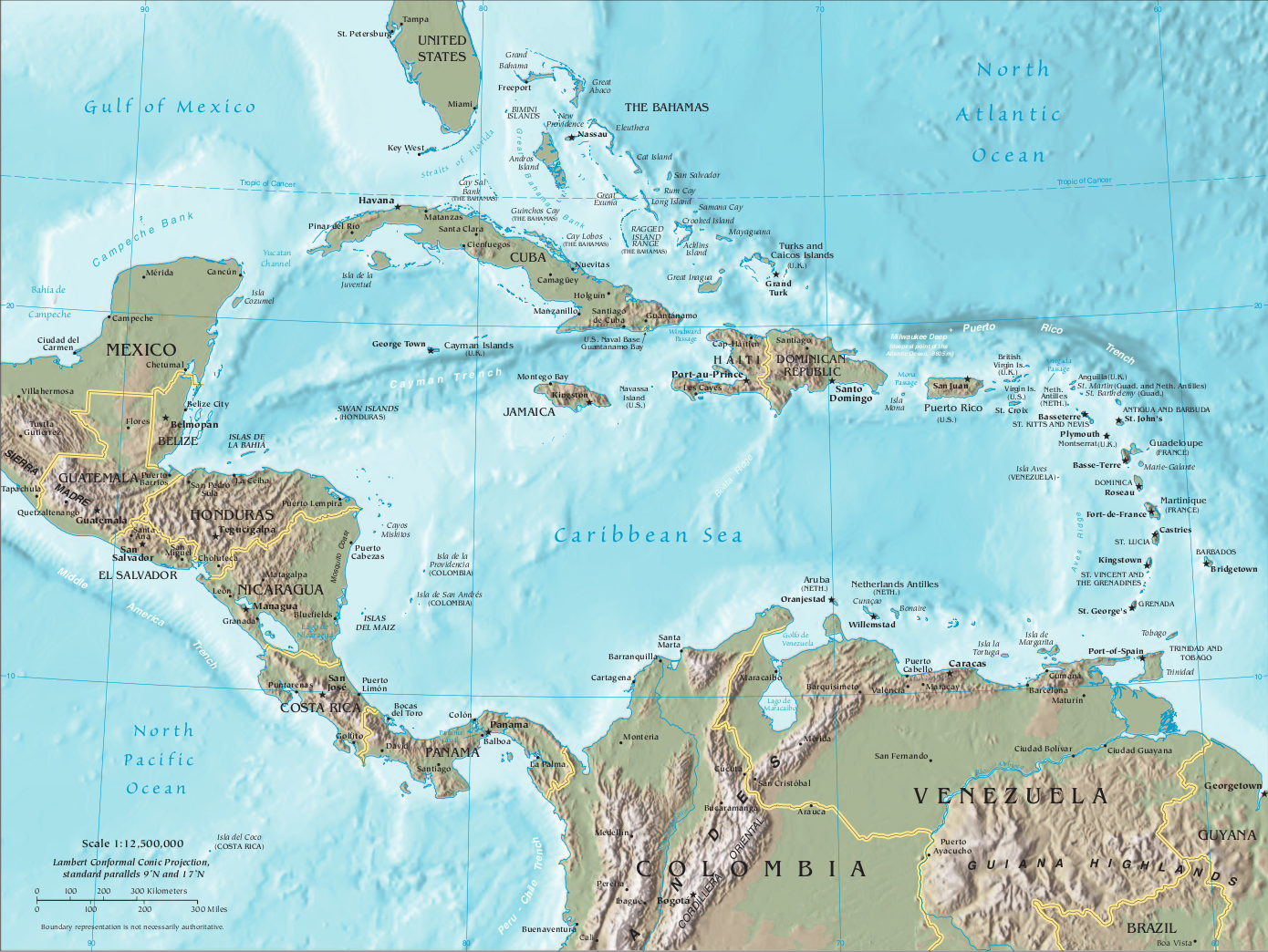
Địa hình Trung Mỹ và biển Caribe

Biển Caribe đúng ra là một vùng biển đại dương nằm trên mảng địa tầng Caribe. Vùng biển được chia thành năm lòng chảo. Hai ngõ thông chính với Đại Tây Dương là eo biển Anegada và eo biển Windward (nghĩa là "ngược gió"). 
Eo biển Anegada nằm giữa nhóm đảo Virgin và Tiểu Antilles còn eo biển Windward ngăn cách Cuba và Haiti. Vịnh México thông với biển Caribe bằng Eo biển Yucatan. Nói chung thì biển Caribe tương đối nông, riêng vực Cayman với độ sâu đo được 7.686 m là điểm sâu nhất.
Rãnh biển Hispaniola và Rãnh biển Puerto Rico là hai rãnh biển lớn gần vùng biển Caribe. Địa trạng này là nguyên do gây nên động đất và sóng thần trong khu vực. Khoa học ước đoán khu vực này đã từng chứng kiến hàng chục địa chấn trên 7,5 độ Richter trong thời kỳ 500 năm qua. Gần đây nhất là trận động đất ngày 12 Tháng Giêng, 2010 với cường độ 7,0 Richter đã gây thiệt hại nặng nề ở Haiti. Khoảng 230.000 người thiệt mạng và 1.000.000 người lâm cảnh không nhà. Trung tâm địa chấn chỉ cách thủ đô Haiti, Port-au-Prince 10 cây số về hướng tây nam. Khu vực này vào năm 1946 một trận động đất lớn hơn ở mức 8 độ Richter còn gây ra cơn sóng thần tàn phá đảo Hispaniola khiến 20.000 người mất nhà cửa..

## Hải dương học
Tính trung bình, độ mặn của biển là 35-36 phần ngàn và nhiệt độ bề mặt là 28 độ C, trong khi dưới sâu nhiệt độ có thể xuống đến 4 độ C. Hiện tại, Caribe mang một lượng nước đáng kể từ Đại Tây Dương qua phía đông quần đảo tiểu Antilles và phía bắc đến Vịnh México qua Yucata. Tính trung bình, từ 15 đến 20% nước mặt đi vào vùng biển Caribe là nước ngọt của các con sông Orinoco và Amazon, hướng về phía tây bắc của vùng Caribe hiện tại. Hơn nữa, nước chảy ra từ Orinoco trong các tháng mùa mưa có nồng độ chất diệp lục cao ở vùng biển phía đông.
Ở khu vực giữa phía bắc của Venezuela, Colombia và Nicaragua một dòng chảy thường xuyên hầu như quanh năm. Dòng chảy này sinh ra bởi mưa lớn trong khu vực, nó cũng có thể làm giảm nhiệt độ và độ mặn và mật độ của nước, cung cấp một số chất dinh dưỡng để nước như nitơ, phosphor và những chất khác cho các thực vật.

## Môi sinh
Vùng Caribe có 29% tổng lượng rạn san hô trên thế giới với diện tích 50.000 km², phần lớn tập trung ở vùng ven đảo và duyên hải Trung Mỹ. Tương lai rạn san hô Caribe bị đe dọa bởi nhiệt độ nước biển ấm hơn bình thường. Rạn là môi trường nuôi dưỡng nhiều loại sinh vật nhưng hệ sinh thái này mong manh, dễ bị dao động. Khi nhiệt độ nước biển ấm hơn 29 °C dài lâu thì vi thực vật zooxanthellae không sống được. Các loài san hô lệ thuộc vào chúng làm nguồn dinh dưỡng từ đó cũng mất sắc màu, yếu đi và chết dần. Hậu quả là hệ sinh thái rạn bị hủy hoại. Có đến 42% các nhóm san hô vùng Caribe đã bạc trắng hoàn toàn và 95% đã bị bạc màu ít nhiều. Môi trường cấu tạo bởi rạn là tối yếu cho các sinh hoạt du lịch như câu cá, bơi lặn với giá trị kinh tế khoảng $3,1-$4,6 tỷ Mỹ kim cho các quốc gia trong vùng. Nếu rạn san hô tiếp tục bị hủy hoại theo đà hiện thấy thì kinh tế vùng Caribe cũng sẽ bị thiệt hại không nhỏ.
Để đối phó với nguy cơ này 15 quốc gia trong vùng đã thông qua Protocol of the Convention for the Protection and Development of the Marine Environment of the Wider Caribbean Region để bảo vệ các sinh vật hải dương kể từ năm 1986. Các tổ chức thiện nguyện dân sự như Caribbean Conservation Corporation cũng góp phần bảo vệ và nghiên cứu các sinh vật biển và giáo dục người dân về nỗ lực bảo tồn.

## Thời tiết

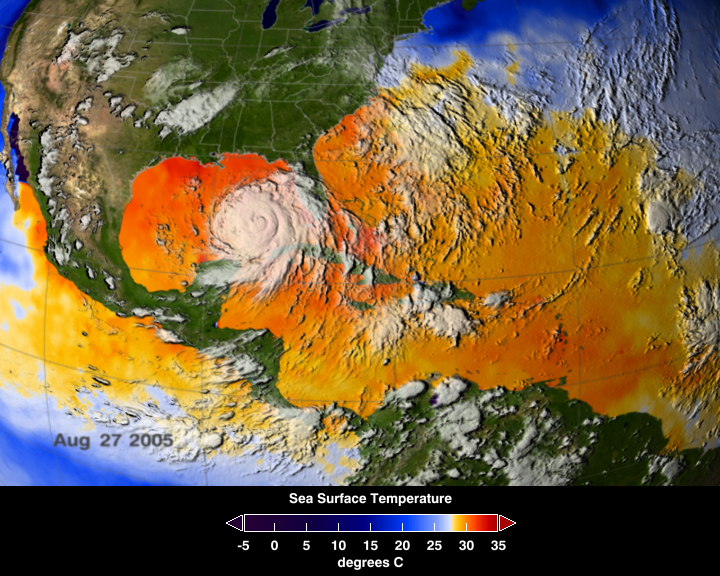
Nhiệt độ trung bình nước biển vùng biển Caribe trong cơn bão Katrina vào cuối Tháng Tám 2005.

Hải lưu dòng Vịnh và Humboldt là hai yếu tố quan trọng ảnh hưởng đến thời tiết vùng Caribe. Với địa thế thuộc miền nhiệt đới nhiệt độ nước biển vùng biển Caribe ở khoảng 10-17 °C tuỳ theo mùa.
Khi một khí điểm áp thấp hình thành ở duyên hải Tây Phi rồi vượt Đại Tây Dương thì khí điểm đó có khả năng tăng cường độ để hoá thành bão, lấy sức từ nhiệt lượng nước biển của biển Caribe. Mùa bão kéo dài từ Tháng Sáu đến Tháng Chạp nhưng hai Tháng Tám và Chín là thời điểm chính hay có bão. Trung bình thì có chín cơn bão nhiệt đới, trong số đó năm cơn bão đạt cường độ bão lớn.
Mỗi năm nguy cơ bão là mối lo của vùng Caribe vì khả năng tàn phá của bão. Không những con người phải hứng chịu mà cả thiên nhiên như trường hợp các rạn san hô cũng thường bị thiệt hại.

## Kinh tế

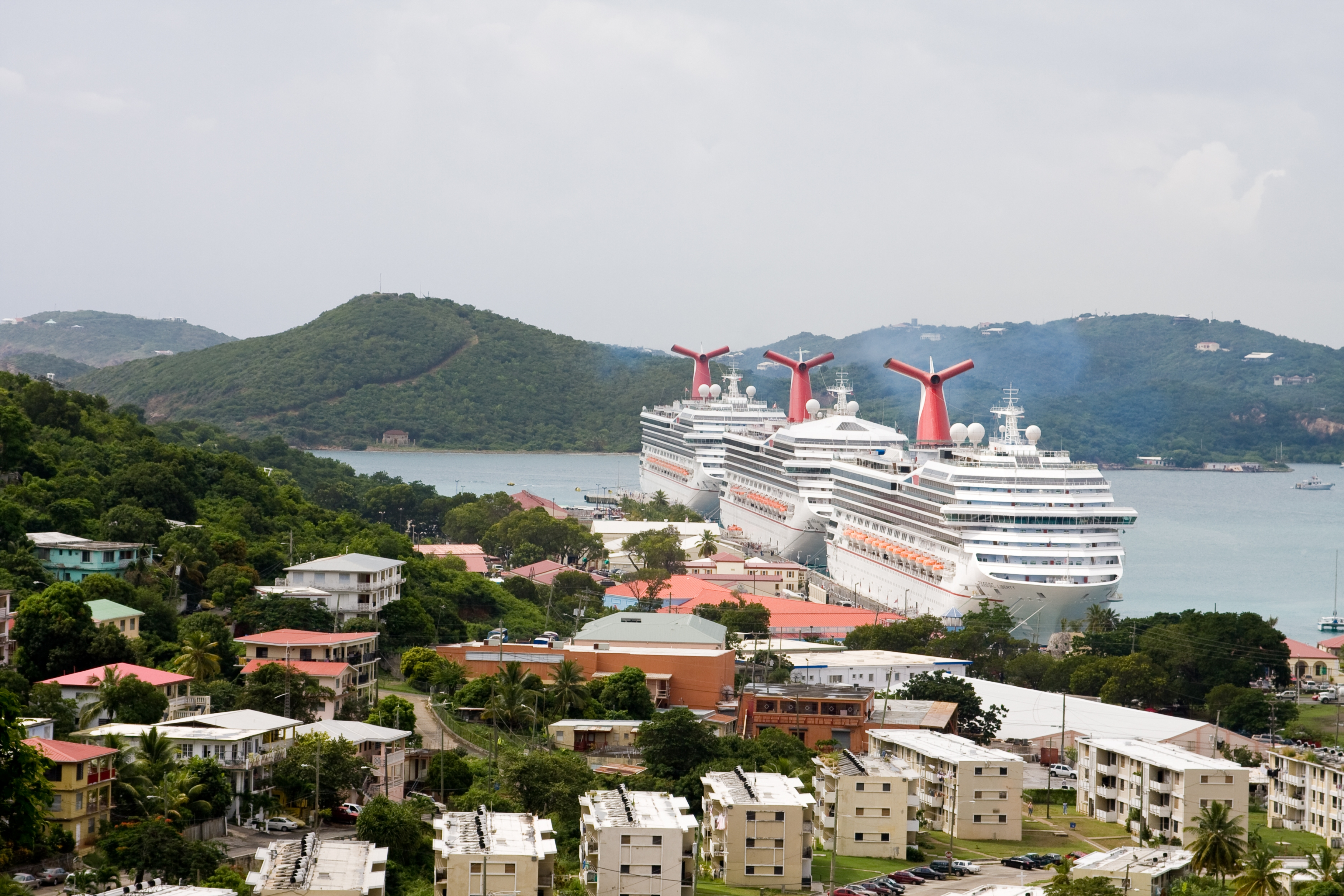
Ba con tàu du hành với gần 9.000 hành khách cập bến St. Thomas, Quần đảo Virgin thuộc Mỹ

Về mặt kinh tế, ngành du lịch là một kỹ nghệ quy mô trong vùng Caribe. Theo tính toán của Tổ chức Du lịch Caribe (Caribbean Tourism Organization) thì hằng năm có 12 triệu du khách đến chơi, trong số đó (thời kỳ 1991–1992) có khoảng 8 triệu du khách qua ngả tàu du hành (cruise ship).
Ngoài ra biển Caribe là nguồn sản xuất dầu thô đáng kể với 170 triệu tấn mỗi năm. Ngư nghiệp cũng đóng góp nửa triệu tấn cá hằng năm. Ngược lại sinh hoạt con người là nguồn ô nhiễm chính trong vùng. Theo ước đoán năm 1993 của Tổ chức Y tế Liên Mỹ Châu (Pan American Health Organization) thì 90% lượng nước cống thải ra biển trong khu vực Caribe không được xử chế đúng mức.